# São Vicente do Penso
São Vicente do Penso is een plaats (freguesia) in de Portugese gemeente Braga en telt 366 inwoners (2001).